# Kostenfestsetzungsbeschluss
Der Kostenfestsetzungsbeschluss (inoffiziell: KFB) ist eine gerichtliche Entscheidung über die Höhe der Prozesskosten, die eine Prozesspartei an eine andere Partei erstatten muss. Es handelt sich um einen zur Zwangsvollstreckung geeigneten Titel (§ 794 Abs. 1 Nr. 2 der Zivilprozessordnung (ZPO)). Das Festsetzungsverfahren wird nicht von Amts wegen, sondern nur auf (Kostenfestsetzungs-)Antrag (inoffiziell: KFA) einer Partei durchgeführt. Es ist in §§ 103 ff. ZPO geregelt. Funktionell zuständig ist der Rechtspfleger (§ 21 Nr. 1 RPflG).
Der Kostenfestsetzungsbeschluss trifft keine Entscheidung darüber, wer die Kosten zu tragen hat, sondern setzt eine solche Entscheidung voraus (Kostengrundentscheidung). Zweck der Eigenständigkeit des Festsetzungsverfahrens ist es, das Hauptsacheverfahren von der oft nicht einfachen Frage zu entlasten, in welcher Höhe Kosten zu erstatten sind. Denn es sind nicht alle Kosten erstattungsfähig, die der obsiegenden Partei entstanden sind, sondern nur diejenigen Kosten, die zur zweckentsprechenden Rechtsverfolgung oder Rechtsverteidigung notwendig waren (§ 91 ZPO). Notwendig sind diejenigen Kosten, die eine verständige Partei zur wirksamen Rechtsverfolgung zum Zeitpunkt der Verursachung ebendieser Kosten als erforderlich ansehen musste.
Die Kostenfestsetzung betrifft nicht die Frage, welche Gerichtskosten die Parteien zu tragen haben. Die Entscheidung darüber ergeht von Amts wegen (Kostenansatz nach § 19 GKG). Im Kostenfestsetzungsverfahren können die Gerichtskosten nur insofern eine Rolle spielen, als eine Partei die Erstattung der Vorschüsse verlangen kann, die sie auf die Gerichtskosten eingezahlt hat, soweit die Gerichtskosten nach der Kostengrundentscheidung vom Gegner zu tragen sind.
Gegen den Kostenfestsetzungsbeschluss ist die sofortige Beschwerde gegeben (§ 104 Abs. 3 ZPO). Ist die sofortige Beschwerde ausnahmsweise deshalb nicht statthaft, weil nach § 567 Abs. 2 ZPO der Wert des Beschwerdegegenstands unter 200 Euro liegt, ist das Rechtsmittel der Erinnerung gegeben (§ 11 Abs. 2 RPflG).